# アヤム・ブアクルア

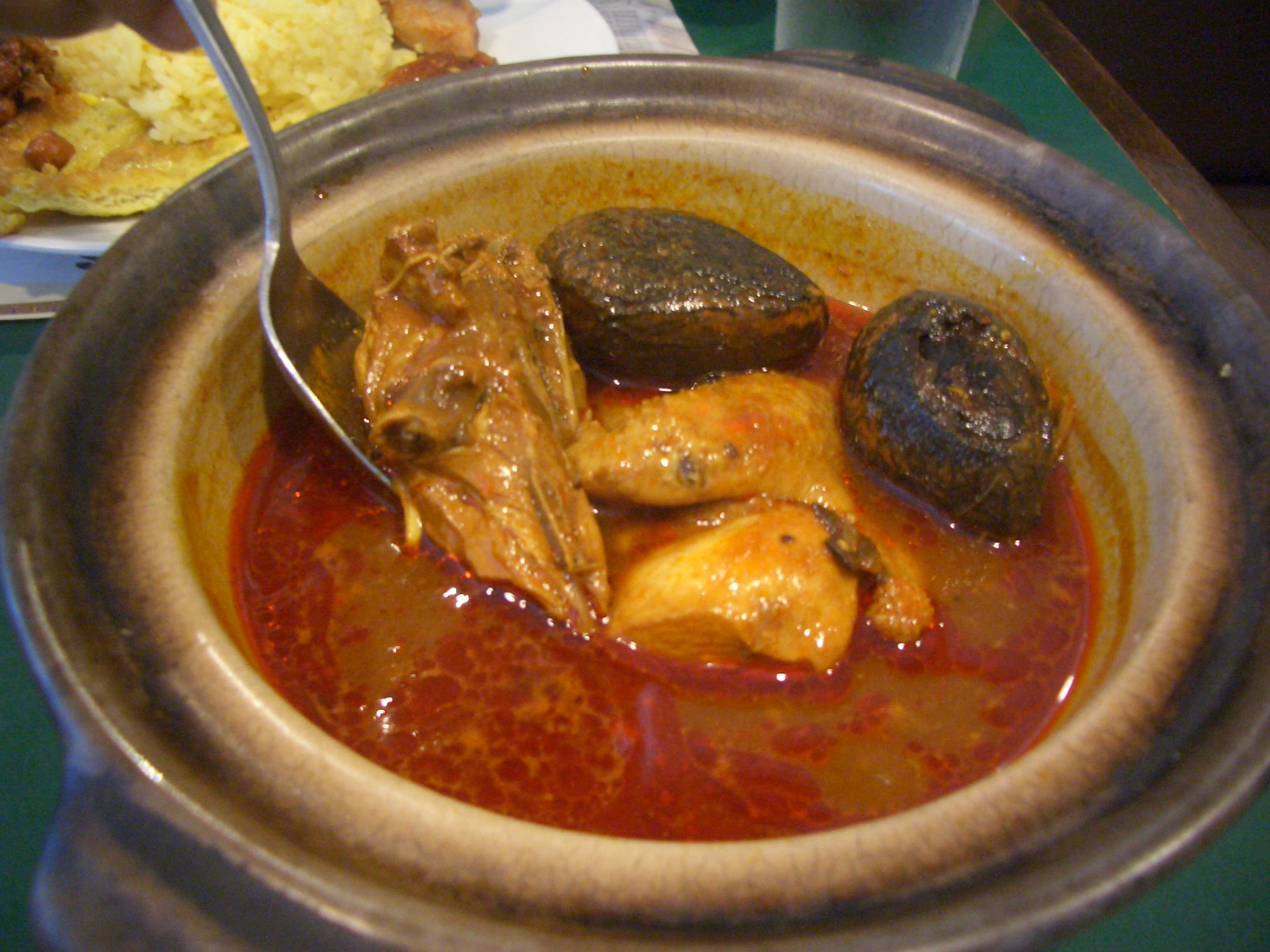
アヤム・ブアクルアの例

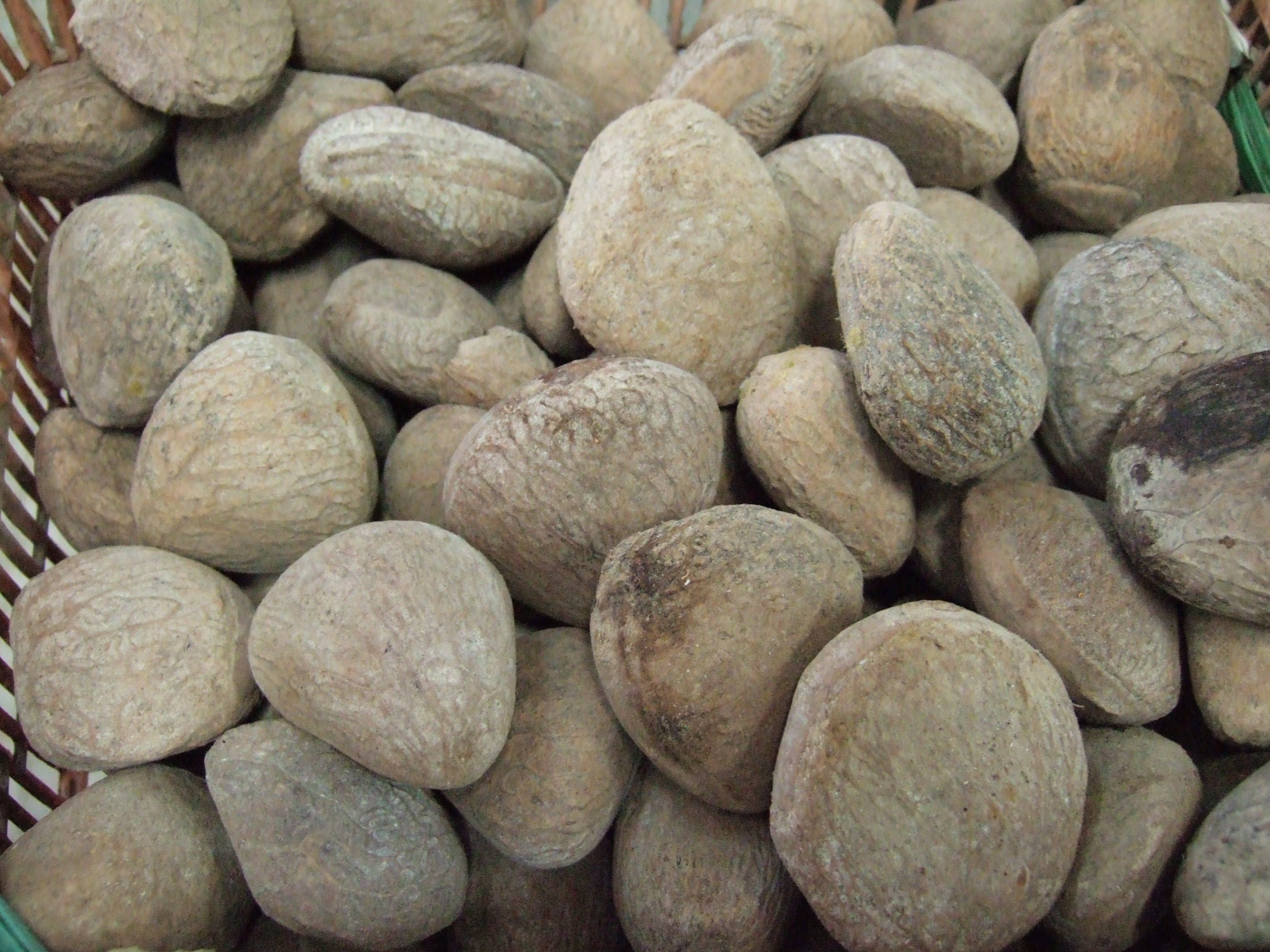
ブアクルアの果実

アヤム・ブアクルア（Ayam buah keluak）はプラナカン料理の一種。鶏肉と毒抜きしたブアクルア（パンギノキ、アカリア科）の果実の煮込み料理である。
カレー風味の煮込み料理であり、「プラナカン料理の傑作」と評される。

## 概要
プアクルアはインドネシアからシンガポールに伝わったとされる。先住民はプアクルアの果実を毒矢に用いていたとされ、ブアクルアの果実には毒を含むため、そのままでは食せない。果実を灰とバナナの葉と共に地中に埋めて40日間、発酵させることによって毒を抜く。毒抜き、発酵したブアクルアは中がペースト状になっており、日本では赤味噌に例えられるような濃厚な味がする。この味をチョコレートに例える人もいる。シンガポールで好まれる味であり、毒抜きという手間をかけても食べたいとされる食材となっている。
そんな毒抜きしたブアクルアとスパイスとで鶏肉を煮込んだ料理が、アヤム・ブアクルアである。
しかしながら、ブアクルアの果実には苦味もあるためにシンガポール以外では一般的に受け入れられる味とは言い難い。そこで、レストランなどで提供する際にはブアクルアの果実を入れず、エビや豚挽肉を加えた物を「アヤム・ブアクルア」として提供することもある。

## 発祥
イギリスの植民地時代に、この地に移住した中国人とマレー人がつくり出した料理とされる。